# Divisões administrativas em 1976
Nesta página encontrará referências aos acontecimentos directamente relacionados com a regiões administrativas ocorridos durante o ano de 1976.

## Eventos
- 27 de Fevereiro - O Saara Ocidental declara-se independente.
- 13 de Maio - Criado o município de Deodápolis, no Brasil.
- 14 de Maio - Fundação da cidade de Minaçu (Goiás).
- 29 de Junho - Independência das Ilhas Seychelles.